# ميفينفوس
الميفينفوس (بالإنجليزية: Mevinphos)‏ هو مبيد حشري من الفوسفات العضوي يعمل كمثبط لأسيتيل كولينستريز لمكافحة الحشرات في مجموعة واسعة من المحاصيل. يستخدم بشكل شائع للسيطرة على الحشرات القارضة والماصة، وكذلك سوس العنكبوت. له أسماءٌ أخرى كثيرة شائعة هذه أبرزها: duraphos وfosdrin وmenite وmevinfos وmevinox وphosdrin وphosdrine. لم يعد مسموحًا به في الاتحاد الأوروبي.

## الصناعة
ينتج الميفينفوس عن طريق تفاعل ثلاثي ميثيل الفوسفيت مع كلورو أسيتو أسيتات.